# Lineodes hamulalis
Lineodes hamulalis là một loài bướm đêm trong họ Crambidae.